# زنکوته
زنکوته، روستایی از توابع بخش مرکزی شهرستان بندرعباس در استان هرمزگان ایران است.

## جمعیت
این روستا در دهستان سیاهو قرار دارد و براساس سرشماری مرکز آمار ایران در سال ۱۳۹۰، جمعیت آن زیر سه خانوار بوده است.